# Todd T. Semonite

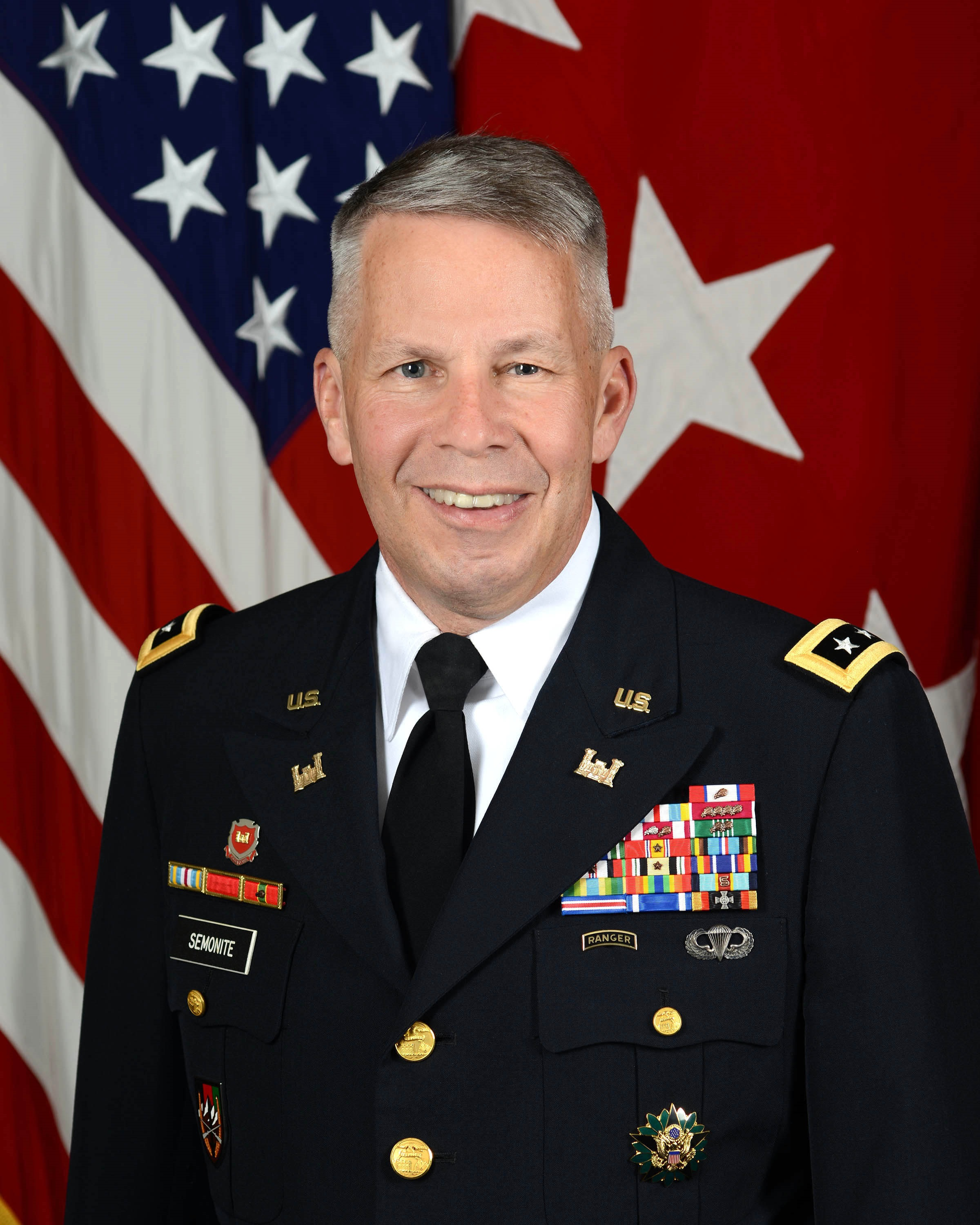
Todd T. Semonite (2017)

Todd Thurston Semonite (* 29. Mai 1957 in Bellows Falls, Windham County, Vermont) ist ein pensionierter Generalleutnant der United States Army. Er war unter anderem Kommandeur des United States Army Corps of Engineers.
In den Jahren 1975 bis 1979 durchlief Todd Semonite die United States Military Academy in West Point. Nach seiner Graduation wurde er als Leutnant den Pionieren (Engineers) zugeteilt. In der Armee durchlief er anschließend alle Offiziersränge vom Leutnant bis zum Drei-Sterne-General.
Im Lauf seiner militärischen Karriere absolvierte Semonite verschiedene Kurse und Schulungen. Dazu gehörten unter anderem der Engineer Officer Basic Course, der Engineer Officer Advanced Course, die Combined Arms Services Staff School, das Command and General Staff College und das United States Army War College. Außerdem erhielt er einen akademischen Grad von der University of Vermont.
In seinen jüngeren Jahren absolvierte er den für Offiziere in den niederen Rangstufen üblichen Dienst in verschiedenen Pioniereinheiten und Standorten. Zwischenzeitlich wurde er auch als Stabsoffizier eingesetzt. Als Pionier (Engineer) gehörte der Hochwasserschutz, der Ausbau von Hafenanlagen und deren militärischer Verteidigung, Flussregulierungen, der Bau von Schleusen, Stauwerken, Straßen und Flugplätzen zu seinem Aufgabenbereich.
Zu Beginn seiner militärischen Karriere war Semonite bei verschiedenen Einheiten innerhalb der Vereinigten Staaten stationiert. In den 1990er Jahren wurde er nach Deutschland versetzt, wo er unter anderem bei der 1. Panzerdivision Kommandeur eines Pionierbataillons war, mit dem er zwischenzeitlich nach Bosnien versetzt wurde. Später war er Stabsoffizier bei USAREUR in Heidelberg. Im weiteren Verlauf übernahm er das Kommando über die 130. Pionierbrigade (130th Engineer Brigade) und über die Pioniereinheiten des V. Korps.
Zwischenzeitlich war er im Irak stellvertretender Kommandeur der Pioniereinheiten, die die Stromversorgung des Staates nach dem Krieg wieder herstellten (Deputy Commander Task Force Restore Iraqi Electricity). Er war für einige Zeit erneut Stabsoffizier bei USAREUR und dann im Pentagon. Anschließend gehörte er dem Verwaltungsstab der Army Engineer School in Fort Leonard Wood in Missouri an. Danach kommandierte er den Maneuver Support Center. In der Folge kommandierte er die North Atlantic Division und dann die South Atlantic Division des Corps of Engineers. Es folgte seine Ernennung zum stellvertretenden Kommandeur des gesamten Korps. Daran schloss sich eine Versetzung nach Afghanistan an, wo er kommandierender General des Kommandos Combined Security Transition Command-Afghanistan war. Nach seiner Rückkehr in die Vereinigten Staaten wurde Todd Semonite Leiter der neugegründeten Army Talent Management Task Force, die Vorschläge für interne Reformen des US-Heeres ausarbeitete.
Im Mai 2016 wurde Semonite als Nachfolger von Thomas P. Bostick zum neuen Kommandeur des gesamten Corps of Engineers ernannt. Er behielt dieses Kommando bis September 2020. Anschließend ging er in den Ruhestand.

## Orden und Auszeichnungen
Todd Semonite erhielt im Lauf seiner militärischen Laufbahn unter anderem folgende Auszeichnungen:
- Army Distinguished Service Medal
- Defense Superior Service Medal
- Legion of Merit
- Bronze Star Medal
- Meritorious Service Medal
- Army Commendation Medal
- Army Achievement Medal
- Joint Meritorious Unit Award
- Meritorious Unit Citation
- Army Superior Unit Award
- NATO Award
- Purple Heart